# Associazione Calcio Reggiana 1973-1974
Questa voce raccoglie le informazioni riguardanti l'Associazione Calcio Reggiana nelle competizioni ufficiali della stagione 1973-1974.

## La stagione
Nella stagione 1973-1974 la Reggiana con 34 punti in classifica si piazza al 17º posto, il campionato ha promosso in Serie A l'Ascoli ed il Varese con 51 punti, e la Ternana con 50 punti, ha retrocesso in Serie C l'Alessandria con 34 punti, l'Arezzo con 33 punti ed il Parma con 30 punti.
La Reggiana cambia molto. Spagnolo e Benincasa vengono ceduti al Catania e arrivano a Reggio il portiere Rado (Boranga viene ceduto al Cesena, neo promosso in A) con l'ex granata Paolo Montanari e l'ala sinistra Francesconi. Vignando va all'Atalanta e alla Reggiana arriva l'ex juventino Sacco. Vengono prelevati anche il terzino D'Angiulli dal Catanzaro e l'attaccante Albanese dalla Massese. Da segnalare nella partrita di Coppa col Genoa che si disputa al Mirabello il 9 settembre del 1973 il gol di Mariolino Corso su punizione a foglia morta, fatto ripetere dall'arbitro e segnato ancora. La partita finisce (1-1). La Reggiana confida molto nell'ex portiere del Catania Rado, che al Mirabello aveva mostrato le sue doti con un'infinità di parate da vicino. Ma alla prima col Varese il neo granata viene trafitto più volte con tiri da lontano e la Reggiana perde per (4-0). Per buona parte del campionato Rado verrà sostituito dal giovane Bartolini. Nel novembre del 1973 la Reggiana acquista il sudamericano Novello, che però fugge subito da Reggio senza giocare una partita, spaventato dalla nebbia e dai gol di Zandoli che ne insacca tre contro il Catania l'11 novembre nel (4-1). Il campionato è di sofferenza e la salvezza è raggiunta solo all'ultima giornata col pareggio (2-2) ottenuto ad Arezzo dopo che il duo Giovanni Campari-Giampiero Grevi aveva sostituito l'allenatore Ezio Galbiati, a seguito della sconfitta con il Varese (1-0) del 10 febbraio del 1974, nella prima giornata del girone di ritorno.

## Divise
| Casa |

## Rosa
| N. |                   | Ruolo | Calciatore           |
| -- | ----------------- | ----- | -------------------- |
|    | Italia (bandiera) | A     | Gesualdo Albanese    |
|    | Italia (bandiera) | P     | Luciano Bartolini    |
|    | Italia (bandiera) | D     | Giorgio Carrera      |
|    | Italia (bandiera) | D     | Claudio Cianchetti   |
|    | Italia (bandiera) | D     | Giampiero D'Angiulli |
|    | Italia (bandiera) | C     | Innocenzo Donina     |
|    | Italia (bandiera) | A     | Fulvio Francesconi   |
|    | Italia (bandiera) | D     | Diego Malisan        |
|    | Italia (bandiera) | A     | Egidio Malpeli       |
|    | Italia (bandiera) | D     | Franco Marini        |

| N. |                   | Ruolo | Calciatore         |
| -- | ----------------- | ----- | ------------------ |
|    | Italia (bandiera) | C     | Marco Monari       |
|    | Italia (bandiera) | D     | Paolo Montanari    |
|    | Italia (bandiera) | A     | Sileno Passalacqua |
|    | Italia (bandiera) | C     | Viscardo Porcari   |
|    | Italia (bandiera) | P     | Rino Rado          |
|    | Italia (bandiera) | C     | Giovanni Sacco     |
|    | Italia (bandiera) | D     | Francesco Silgardi |
|    | Italia (bandiera) | D     | Roberto Stefanello |
|    | Italia (bandiera) | A     | Flaviano Zandoli   |
|    | Italia (bandiera) | C     | Silvio Zanon       |

## Risultati

### Serie B

#### Girone di andata
| Arbitro: | Trono (Torino) |

|  |           |                                |
|  | Marcatori | 20’, 38’, 73’ Gorin 86’ Libera |

| Arbitro: | Torelli (Milano) |

|                         |           |            |
| Michesi 47’, 65’ (rig.) | Marcatori | 70’ Donina |

| Arbitro: | Menicucci (Firenze) |

|                |           |            |
| Stefanello 39’ | Marcatori | 29’ Marino |

| Arbitro: | Moretto (San Donà di Piave) |

|                          |           |  |
| Prunecchi 76’ Gritti 82’ | Marcatori |  |

| Arbitro: | Bernardis (Milano) |

|                          |           |  |
| Zandoli 48’ Albanese 62’ | Marcatori |  |

| Arbitro: | Mascali (Desenzano del Garda) |

|                              |           |  |
| Marini 48’ (aut.) Vivian 85’ | Marcatori |  |

| Arbitro: | Menegali (Roma) |

|                                                  |           |              |
| Zandoli 23’ (rig.), 66’, 89’ (rig.) Albanese 28’ | Marcatori | 68’ Picat Re |

| Parma 18 novembre 1973 8ª giornata | Parma            | 0 – 0 | Reggiana | Stadio Ennio Tardini\| Arbitro: \| Gonella (Torino) \| |
| Arbitro:                           | Gonella (Torino) |       |          |                                                        |

| Reggio Emilia 25 novembre 1973 9ª giornata | Reggiana               | 0 – 0 | Taranto | Stadio Mirabello\| Arbitro: \| Martinelli (Catanzaro) \| |
| Arbitro:                                   | Martinelli (Catanzaro) |       |         |                                                          |

| Arbitro: | V. Lattanzi (Roma) |

|                |           |  |
| L. Maldera 89’ | Marcatori |  |

| Reggio Emilia 9 dicembre 1973 11ª giornata | Reggiana             | 0 – 0 | SPAL | Stadio Mirabello\| Arbitro: \| Busalacchi (Palermo) \| |
| Arbitro:                                   | Busalacchi (Palermo) |       |      |                                                        |

| Arbitro: | Casarin (Milano) |

|              |           |             |
| Sabatini 12’ | Marcatori | 48’ Zandoli |

| Arbitro: | Barboni (Firenze) |

|                |           |              |
| Stefanello 41’ | Marcatori | 77’ Sperotto |

| Arbitro: | Levrero (Genova) |

|               |           |                  |
| Tamborini 80’ | Marcatori | 47’ (aut.) Bonzi |

| Arbitro: | Moretto (San Donà di Piave) |

|             |           |  |
| Zandoli 75’ | Marcatori |  |

| Arbitro: | Andreoli (Padova) |

|           |           |  |
| Sacco 81’ | Marcatori |  |

| Arbitro: | Porcelli (Lodi) |

|           |           |  |
| Silva 72’ | Marcatori |  |

| Arbitro: | Ciacci (Firenze) |

|             |           |  |
| Vannini 23’ | Marcatori |  |

| Arbitro: | Mascia (Milano) |

|                    |           |               |
| Zandoli 42’ (rig.) | Marcatori | 48’ Magherini |

#### Girone di ritorno
| Arbitro: | Levrero (Genova) |

|             |           |  |
| Calloni 83’ | Marcatori |  |

| Arbitro: | Gussoni (Tradate) |

|                         |           |  |
| Zandoli 24’ Malpeli 67’ | Marcatori |  |

| Arbitro: | Gialluisi (Barletta) |

|                           |           |                 |
| Bertuzzo 64’ Jacolino 74’ | Marcatori | 90’ Francesconi |

| Arbitro: | Branzoni (Pavia) |

|                |           |             |
| Francesconi 1’ | Marcatori | 2’ Luchitta |

| Arbitro: | Cantelli (Firenze) |

|                       |           |                                |
| Zanin 11’ La Rosa 52’ | Marcatori | 46’ (aut.) Viganò 80’ Albanese |

| Arbitro: | Moretto (San Donà di Piave) |

|             |           |  |
| Zandoli 70’ | Marcatori |  |

| Catania 24 marzo 1974 26ª giornata | Catania            | 0 – 0 | Reggiana | Stadio Cibali\| Arbitro: \| V. Lattanzi (Roma) \| |
| Arbitro:                           | V. Lattanzi (Roma) |       |          |                                                   |

| Reggio Emilia 31 marzo 1974 27ª giornata | Reggiana            | 0 – 0 | Parma | Stadio Mirabello\| Arbitro: \| Panzino (Catanzaro) \| |
| Arbitro:                                 | Panzino (Catanzaro) |       |       |                                                       |

| Arbitro: | Casarin (Milano) |

|                           |           |                 |
| Listanti 2’, 19’ Majo 21’ | Marcatori | 42’ Passalacqua |

| Arbitro: | Lazzaroni (Milano) |

|                 |           |             |
| Francesconi 57’ | Marcatori | 40’ Petrini |

| Arbitro: | Angonese (Mestre) |

|  |           |             |
|  | Marcatori | 89’ Zandoli |

| Arbitro: | Serafino (Roma) |

|              |           |                       |
| Albanese 66’ | Marcatori | 79’ (aut.) D'Angiulli |

| Arbitro: | Toselli (Cormons) |

|          |           |  |
| Fava 44’ | Marcatori |  |

| Arbitro: | R. Lattanzi (Roma) |

|                              |           |  |
| Zandoli 36’ (rig.) Sacco 79’ | Marcatori |  |

| Arbitro: | Ciulli (Roma) |

|                                          |           |  |
| S. Pellizzaro 3’ Macciò 22’ Vignando 63’ | Marcatori |  |

| Arbitro: | Calì (Roma) |

|           |           |  |
| Spimi 84’ | Marcatori |  |

| Reggio Emilia 2 giugno 1974 36ª giornata | Reggiana        | 0 – 0 | Ascoli | Stadio Mirabello\| Arbitro: \| Menegali (Roma) \| |
| Arbitro:                                 | Menegali (Roma) |       |        |                                                   |

| Arbitro: | Menicucci (Firenze) |

|           |           |  |
| Sacco 38’ | Marcatori |  |

| Arbitro: | R. Lattanzi (Roma) |

|                    |           |                       |
| Magherini 30’, 47’ | Marcatori | 23’ Sacco 54’ Zandoli |

### Coppa Italia

#### Primo turno
| Arbitro: | Trono (Torino) |

|             |           |                 |
| Braglia 10’ | Marcatori | 45’ Passalacqua |

| Latina 2 settembre 1973 2ª giornata | Avellino                  | 0 – 0 | Reggiana | Stadio Comunale\| Arbitro: \| Turiano (Reggio Calabria) \| |
| Arbitro:                            | Turiano (Reggio Calabria) |       |          |                                                            |

| Arbitro: | Branzoni (Pavia) |

|                |           |           |
| Passalacqua 1’ | Marcatori | 26’ Corso |

| Arbitro: | Angonese (Mestre) |

|                               |           |                               |
| Zandoli 79’ (rig.) Monari 82’ | Marcatori | 50’ G. Savoldi 56’ F. Landini |

## Statistiche

### Statistiche di squadra
| Competizione | Punti | In casa | In casa | In casa | In casa | In casa | In casa | In trasferta | In trasferta | In trasferta | In trasferta | In trasferta | In trasferta | Totale | Totale | Totale | Totale | Totale | Totale | DR |
| Competizione | Punti | G       | V       | N       | P       | Gf      | Gs      | G            | V            | N            | P            | Gf           | Gs           | G      | V      | N      | P      | Gf     | Gs     | DR |
| ------------ | ----- | ------- | ------- | ------- | ------- | ------- | ------- | ------------ | ------------ | ------------ | ------------ | ------------ | ------------ | ------ | ------ | ------ | ------ | ------ | ------ | -- |
| Serie B      | 34    | 19      | 8       | 10      | 1       | 20      | 11      | 19           | 1            | 6            | 12           | 10           | 26           | 38     | 9      | 16     | 13     | 30     | 37     | -7 |
| Coppa Italia | 4     | 2       | 0       | 2       | 0       | 3       | 3       | 2            | 0            | 2            | 0            | 1            | 1            | 4      | 0      | 4      | 0      | 4      | 4      | 0  |
| Totale       |       | 21      | 8       | 12      | 1       | 23      | 14      | 21           | 1            | 8            | 12           | 11           | 27           | 42     | 9      | 20     | 13     | 34     | 41     | -7 |

### Statistiche dei giocatori
| Giocatore      | Serie B  | Serie B | Serie B     | Serie B    | Coppa Italia | Coppa Italia | Coppa Italia | Coppa Italia | Totale   | Totale | Totale      | Totale     |
| Giocatore      | Presenze | Reti    | Ammonizioni | Espulsioni | Presenze     | Reti         | Ammonizioni  | Espulsioni   | Presenze | Reti   | Ammonizioni | Espulsioni |
| -------------- | -------- | ------- | ----------- | ---------- | ------------ | ------------ | ------------ | ------------ | -------- | ------ | ----------- | ---------- |
| G. Albanese    | 29       | 4       | ?           | ?          | 4            | 0            | ?            | ?            | 33       | 4      | ?           | ?          |
| L. Bartolini   | 24       | -19     | ?           | ?          | 1            | -2           | ?            | ?            | 25       | -21    | ?           | ?          |
| Cagossi        | -        | -       | -           | -          | 1            | 0            | ?            | ?            | 1        | 0      | 0+          | 0+         |
| G. Carrera     | 3        | 0       | ?           | ?          | -            | -            | -            | -            | 3        | 0      | 0+          | 0+         |
| C. Cianchetti  | 3        | 0       | ?           | ?          | 1            | 0            | ?            | ?            | 4        | 0      | ?           | ?          |
| G. D'Angiulli  | 31       | 0       | ?           | ?          | 4            | 0            | ?            | ?            | 35       | 0      | ?           | ?          |
| I. Donina      | 38       | 1       | ?           | ?          | 4            | 0            | ?            | ?            | 42       | 1      | ?           | ?          |
| F. Francesconi | 31       | 3       | ?           | ?          | 3            | 0            | ?            | ?            | 34       | 3      | ?           | ?          |
| D. Malisan     | 35       | 0       | ?           | ?          | 3            | 0            | ?            | ?            | 38       | 0      | ?           | ?          |
| E. Malpeli     | 8        | 1       | ?           | ?          | 1            | 0            | ?            | ?            | 9        | 1      | ?           | ?          |
| F. Marini      | 34       | 0       | ?           | ?          | 2            | 0            | ?            | ?            | 36       | 0      | ?           | ?          |
| M. Monari      | 27       | 0       | ?           | ?          | 3            | 1            | ?            | ?            | 30       | 1      | ?           | ?          |
| P. Montanari   | 15       | 0       | ?           | ?          | 3            | 0            | ?            | ?            | 18       | 0      | ?           | ?          |
| S. Passalacqua | 28       | 1       | ?           | ?          | 4            | 2            | ?            | ?            | 32       | 3      | ?           | ?          |
| V. Porcari     | 3        | 0       | ?           | ?          | -            | -            | -            | -            | 3        | 0      | 0+          | 0+         |
| R. Rado        | 14       | -18     | ?           | ?          | 3            | -2           | ?            | ?            | 17       | -20    | ?           | ?          |
| G. Sacco       | 28       | 4       | ?           | ?          | 3            | 0            | ?            | ?            | 31       | 4      | ?           | ?          |
| F. Silgardi    | 1        | 0       | ?           | ?          | -            | -            | -            | -            | 1        | 0      | 0+          | 0+         |
| R. Stefanello  | 26       | 2       | ?           | ?          | 4            | 0            | ?            | ?            | 30       | 2      | ?           | ?          |
| F. Zandoli     | 36       | 12      | ?           | ?          | 1            | 1            | ?            | ?            | 37       | 13     | ?           | ?          |
| S. Zanon       | 33       | 0       | ?           | ?          | 4            | 0            | ?            | ?            | 37       | 0      | ?           | ?          |